# Elatostema heterogrammicum
Elatostema heterogrammicum är en nässelväxtart som beskrevs av Wen Tsai Wang. Elatostema heterogrammicum ingår i släktet Elatostema och familjen nässelväxter. Inga underarter finns listade i Catalogue of Life.